# Maipo (provincie)
Maipo is een provincie van Chili in de Región Metropolitana. De provincie telde 496.078 inwoners in 2017 en heeft een oppervlakte van 1221 km². Hoofdstad is San Bernardo.

## Gemeenten
Maipo is verdeeld in vier gemeenten:
- Buin
- Calera de Tango
- Paine
- San Bernardo